# Iniciativa Mérida

Logo de la Iniciativa Mérida.

La Iniciativa Mérida (a veces llamada Plan Mérida o Plan México) es un programa  de cooperación de seguridad establecido por los Estados Unidos en acuerdo con México y los países de Centroamérica para combatir el narcotráfico y el crimen organizado. El acuerdo fue aceptado por el Congreso de los Estados Unidos y activado por el expresidente George W. Bush el 30 de junio del 2008.
México es la ruta principal por la que transita cocaína y otras drogas destinadas al consumo en los Estados Unidos y el gobierno estadounidense calcula que los narcotraficantes mexicanos lucran unos veintitrés mil millones de dólares al año.
Entre las instituciones norteamericanas que están involucradas se encuentran el Departamento de Estado y el Departamento de Justicia, el Consejo Nacional de Seguridad, el Pentágono, la Agencia Central de Inteligencia (CIA), el FBI, la agencia antidrogas DEA y por parte de México: el Congreso de la Unión, la Secretaría de la Defensa Nacional, la Armada de México, la Secretaría de Seguridad y Protección Ciudadana y la Fiscalía General de la República.

## Antecedentes

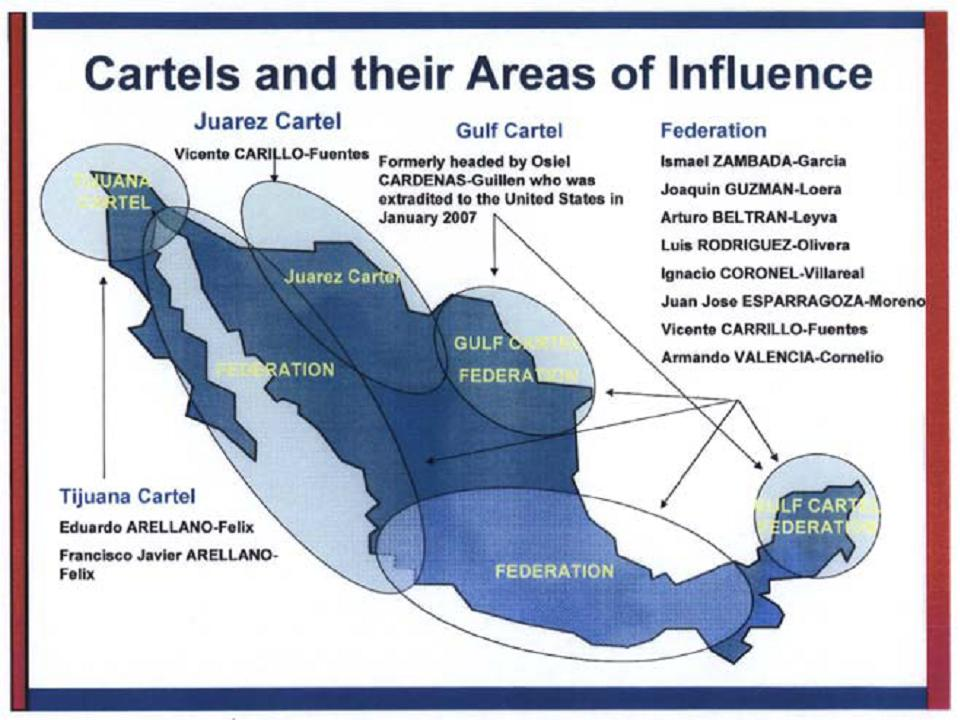
Áreas de influencia de los cárteles mexicanos.

La guerra contra el narcotráfico en México es un conflicto armado que se desarrolla entre los principales cárteles de tráfico de cocaína en México y las fuerzas armadas del gobierno de México.
En 2005 hubo un aumento de la violencia al tratarse de establecer un cártel en Michoacán y cerca de 500 personas fueron asesinadas como resultado de disputas libradas entre cárteles rivales por el control del territorio.

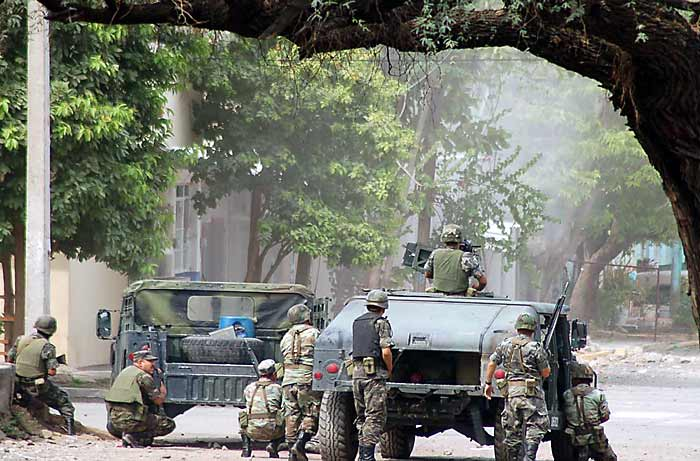
Fuerza militar en Michoacán, 2007.

El 12 de diciembre del 2006, por órdenes del presidente Felipe Calderón, fueron despachadas a Michoacán 6,500 tropas para retomar el territorio controlado por distintos cárteles. El 14 de diciembre del 2006, el gobernador de Baja California Eugenio Elorduy anunció un operativo similar en su estado con la cooperación entre el gobierno federal y el estatal. Este operativo comenzó en diciembre de 2006 en la ciudad fronteriza de Tijuana. Al comienzo de 2007, estos operativos se extendieron a los estados que conforman el triángulo dorado: Chihuahua, Durango y Sinaloa. 
En febrero del 2007, el gobierno federal extendió estos operativos a dos estados más: Nuevo León, y Tamaulipas. En respuesta a estos operativos, el crimen organizado trató de asesinar al diputado federal de Nuevo Laredo, Tamaulipas. Se estima que se han desplazado unos 25.000 soldados.
Durante los primeros 18 meses de la presidencia de Calderón, el gobierno mexicano gastó aproximadamente siete mil millones de dólares en la guerra contra el narcotráfico. Basado en reportes de la prensa mexicana y estadounidense, se estima que durante el 2006 hubo unos 2000 asesinatos relacionados con el narcotráfico, unos 2300 asesinatos durante el 2007, y unos 2500 durante los primeros cinco meses del 2008. La mayoría de los muertos son narcotraficantes muertos por cárteles rivales o por fuerzas de seguridad; algunos ciudadanos inocentes también han caído víctimas de los narcotraficantes y del fuego cruzado de las fuerzas armadas, aún no se contabilizan los civiles desaparecidos ya que el propio gobierno encubrió sus cifras.
Desde el 2006, han perecido unos 550 policías, soldados y oficiales mexicanos en enfrentamientos, emboscadas y asesinatos.

### Cárteles de droga en México
Cártel de Sinaloa
El Cártel de Sinaloa empezó hostilidades para tomar control de territorio del Cártel del Golfo después del arresto del líder del Cártel del Golfo, Osiel Cárdenas, en marzo de 2003.   
Cártel de Juárez
El Cártel de Juárez está ubicado en la Ciudad Juárez, Chihuahua, y es dirigido por Vicente Carrillo Fuentes.   
Cártel de Tijuana
El Cártel de Tijuana está ubicado en Tijuana, Baja California y está dirigido por la familia Arrellano Félix.
Cártel del Golfo
El Cártel del Golfo está ubicado en Matamoros, Tamaulipas. Se fortaleció al final de los 90s al reclutar mercenarios conocidos como Los Zetas, quienes parecen haber tomado control del cártel después del arresto del líder del Cártel del Golfo, Osiel Cárdenas.

### Alianzas
Durante la década del 2000, los cárteles de droga en México se han visto en frecuentes luchas internas y alianzas, producidas por la presión creciente por parte de las fuerzas armadas de México. Estas alianzas o 'pactos', frecuentemente no son más que “acuerdos de respeto”, pero siempre parece haber territorio en disputa. La familia Arellano Félix (Cartel de Tijuana) y Osiel Cárdenas (Cártel del Golfo) pactaron una alianza junto con otros carteles menores en contra de los cárteles de Sinaloa y de Juárez. Mientras que los cárteles de Sinaloa y de Juárez formaron una alianza llamada La Federación, de la que también forman parte varios cárteles menores como Cártel de Guadalajara y el Cártel del Milenio. La Federación parece estar dirigida por Joaquín Guzmán Loera, "el Chapo".    
Como resultado, los cárteles en México se encuentran alineadon en dos bloques principales, unos que respaldan al Cártel del Golfo y otros que respaldan al Cártel de Sinaloa. Los integrantes de estas 'alianzas' varían. En 2007, los hermanos Beltrán Leyva se separaron violentamente de Joaquín Guzmán Loera (Cártel de Sinaloa) al mismo tiempo creando la cédula delictiva  Los Zetas, exmilitares que desertaron para formar este nuevo grupo para la defensa del cartel, que tiempo después se separarían de los hermanos Beltran Leyva.

## Fondos
El Congreso de los Estados Unidos aprobó un paquete de asistencia con un costo de 1,600 millones de dólares que fueron aplicados durante un plazo de tres años. El paquete no incluye armas de fuego ni dinero. Durante el primer año, la Iniciativa Mérida proporcionó a México $400 millones de dólares en equipo y entrenamiento.
La Iniciativa Mérida incluyó un monto adicional de $65 millones de dólares para las naciones de Centroamérica (Belice, Costa Rica, El Salvador, Guatemala, Honduras, Nicaragua y Panamá); el Congreso estadounidense también incluyó a Haití y a la República Dominicana en la porción del paquete para Centroamérica.

## Asistencia
Aérea

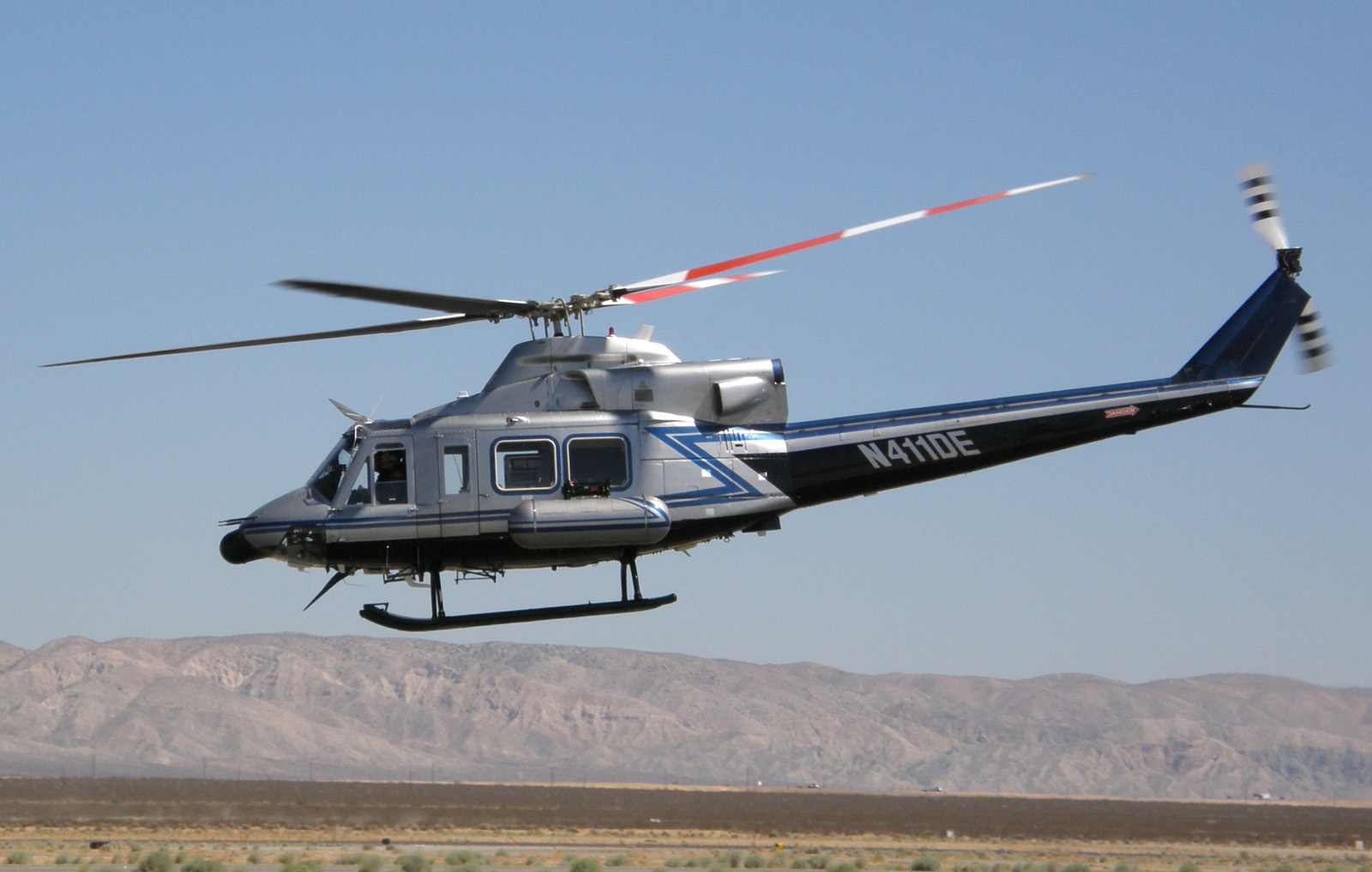
Helicóptero Bell 412

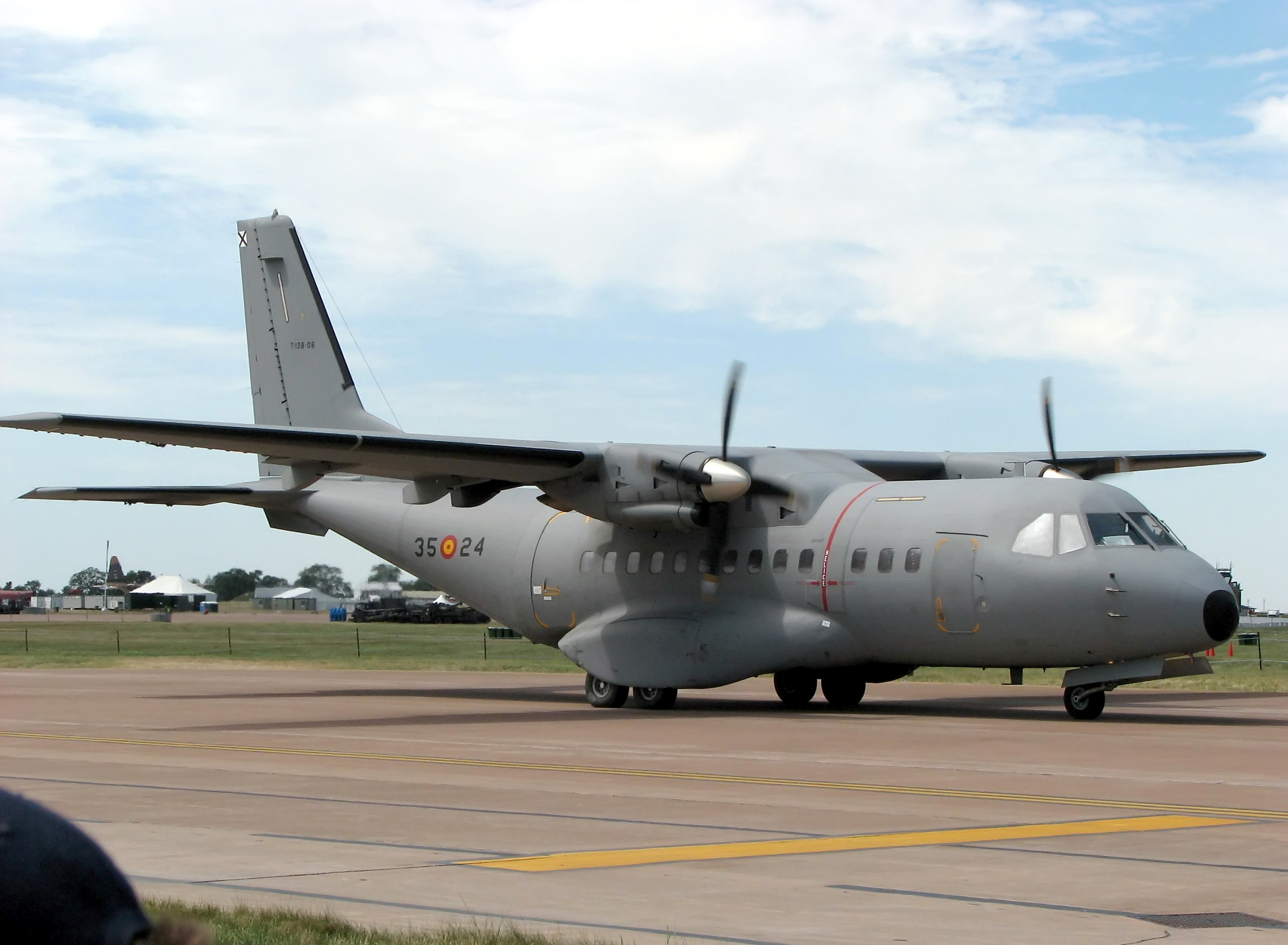
CASA 235 Persuader para labores de patrulla marítima.

- 13 Helicópteros Bell 412 (8 para la Fuerza Aérea Mexicana y 4 para la Policía Federal).[14]

- 8 Helicópteros de transporte UH-60 Black Hawk.[14]
- 4 Aviones CASA 235 Persuader de patrulla marítima para la Armada de México.
- Refacciones y entrenamiento en mantenimiento de las aeronaves.[14]
- Entrenamiento de personal en labores de planificación y ejecución nocturna de operaciones anti-narcóticos.

Seguridad de puertos y aeropuertos
- Monitoreo y control de los flujos migratorios en puertos y aeropuertos.
- Equipo e infraestructura computacionales.
- Redes de comunicación segura vía satélite.
- Tecnología de monitoreo “no-intrusiva” incluyendo camionetas de rayos x, rayos gamma y perros policía.

Tecnología operacional
- Investigación y recolección de inteligencia contra organizaciones narcotraficantes.
- Expansión de bases de datos de inteligencia.
- Hardware y sistemas operativos para incrementar la capacidad instalada de las redes de comunicación de agencias de inteligencia.

Aplicación de la ley
- Entrenamiento en Derechos Humanos para personal de seguridad.
- Apoyo a la Unidad de Inteligencia Financiera del Gobierno Mexicano.
- Equipo de seguridad para fiscales y policías, como cascos y chalecos balísticos.
- Apoyo al 'Consejo Nacional Contra las Adicciones'.

## Tráfico de armas

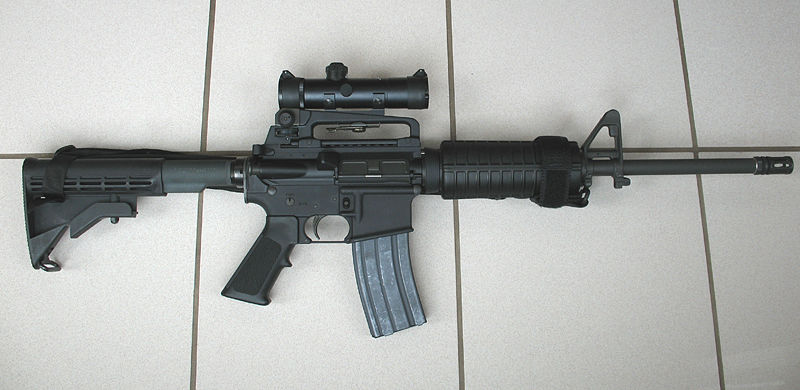
Colt AR-15

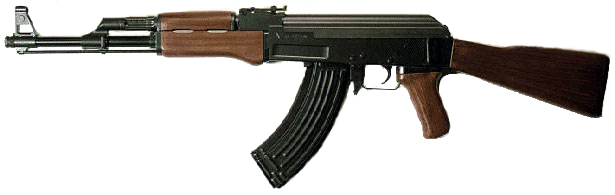
AK-47

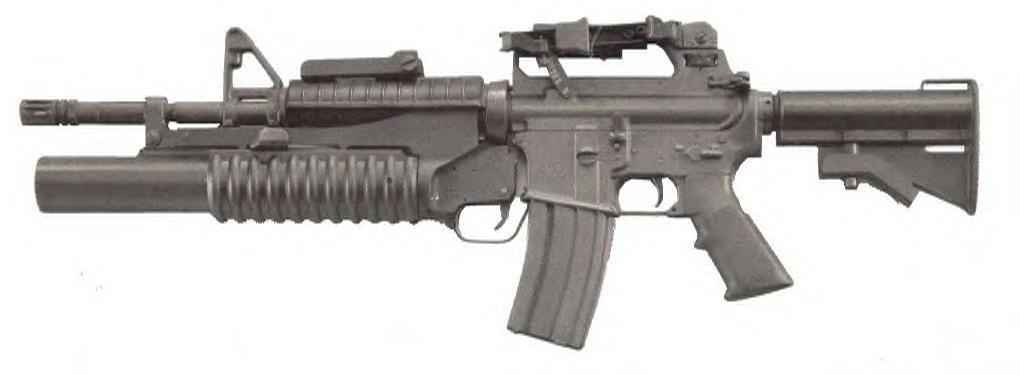
Carabina M4 con lanzagranadas M203.

La Iniciativa Mérida incluye $74 millones de dólares asignados a elementos estadounidenses para interrumpir el tráfico y la posesión ilegal de armas de fuego de los EE. UU. a México, pero quedan preguntas importantes sobre cómo implementar un sistema eficiente. Según funcionarios mexicanos, los narcotraficantes importan unas 2,000 armas de fuego cada año. El departamento estadounidense ATF ha rastreado más de 62,000 armas desde 1996, las cuales fueron introducidas por la frontera estadounidense a México.
Las armas de preferencia de los narcos son el rifle de asalto Colt AR-15 calibre .223, el rifle de asalto AK-47 hecha en EE. UU. la pistola semiautomática FN 5.7 y una variedad de poderosas armas de calibre 0.50
También se han utilizado y se han confiscado un mínimo de un lanzagranadas de tipo LAW M72A2 y doce lanzagranadas de tipo M4, las cuales se cree fueron robadas de instalaciones militares estadounidenses.

## Críticas
Analistas políticos y activistas sociales advierten que este plan se ubica en el contexto de criminalización de la lucha social y sindicatos de trabajadores. Advierten así mismo que la Iniciativa Mérida reforzará la guerra de baja intensidad y la contrainsurgencia.  Otros señalan un incremento en abusos a los derechos humanos por las fuerzas policiacas y militares.
La Secretaría de la Defensa Nacional (SEDENA), declaró que está investigando la muerte de varios civiles perpetrados por 24 soldados en casos separados. Los soldados arrestados están siendo procesados mediante corte marcial bajo cargos de homicidio. Activistas de derechos humanos insisten que estos soldados deben ser procesados por una corte de justicia civil y en público.

## Progreso
El 10 de julio de 2008, se anunció que la Policía Federal Preventiva incrementó el reclutamiento de elementos para casi doblar el número de activos y así reducir el rol de seguridad ejercido por la milicia mexicana en el combate contra el narcotráfico.
En agosto de 2008, México anunció que los estados de Chihuahua y Nuevo León ya comenzaron a procesar juicios mediante una corte abierta al público, y se espera que un proceso jurisdiccional judicial público descarte el secretismo y la corrupción a los que se presta el sistema judicial actual.
En agosto de 2014 la ciudadanía declaró inconstitucional la iniciativa, puesto que el abandono de las instituciones por parte de las personas, correspondió a delitos de asociación delictiva en materia de genocidio.[cita requerida]